# James Hamilton, Marquês de Hamilton
James Harold Charles Hamilton, Marquês de Hamilton (Londres,19 de agosto de 1969) é o filho mais velho e herdeiro de James Hamilton, 5.º Duque de Abercorn. Antes de seu pai herdar o título Duque de Abercorn, ele era conhecido como Visconde Strabane.
Em 7 de maio de 2004, ele casou-se com  Tanya Marie Nation (nascida em 1971), filha de Douglas Percy Codrington Nation (1942–2001), um diretor de administração da Bear Stearns. Eles tiveram dois filhos:
- James Alfred Nicholas Hamilton, Visconde Strabane (30 de outubro de 2005)
- Lord Claud Douglas Harold Hamilton (12 de dezembro de 2007).